# Lotfi Achour
Lotfi Achour (àrab: لطفي عاشور, Luṭfī ʿĀxūr), nascut a Tunis, és un autor, director i productor teatral i productor cinematogràfic franco-tunisià. És autor de més de 25 creacions teatrals en diferents escenaris; el seu darrer espectacle ha estat coproduït per la Royal Shakespeare Company per als Jocs Olímpics d'estiu de 2012.
En el cinema, ha dirigit tres curtmetratges premiats en desenes de festivals, entre els quals Père, que participà a la 42a cerimònia dels Premis César i La Laine sur le dos, en competició oficial al 69è Festival Internacional de Cinema de Canes. El 2016, va dirigir el primer llargmetratge, Demain dès l'aube, amb Anissa Daoud.

## Biografia

### Joventut i formació
Lotfi Achour va néixer a Bab Souika, un districte de la medina de Tunis, i va completar els seus estudis primaris a Tunis. Va completar els seus estudis secundaris al Sadiki College. Després del seu batxillerat, es va matricular a la Facultat de Dret i Economia de Tunis on va continuar els seus estudis d'economia. Tanmateix, va haver de portar el seu germà de catorze anys greument malalt a Grenoble per rebre tractament; va morir dos mesos després. Després de més d'un any de dol, es va adonar que volia ser actor i va començar, als 21 anys, la seva formació al Conservatori de Grenoble i es va formar en teatre i cinema a l'Institut d'Estudis Teatrals de la Sorbonne.

### Carrera
Particularment atret per la creació contemporània, ràpidament va unir forces amb l'autora Natacha de Pontcharra, amb qui va crear una desena de textos en residència en diversos centres teatrals i escenaris nacionals, en particular a la chartreuse Notre-Dame-du-Val-de-Bénédiction, on va produir tres espectacles, entre ells L'Angélie creat al Festival d'Avinyó 1998 i considerat per Le Soir com el millor espectacle del Festival d'Avinyó d'aquell any. Lotfi Achour es converteix així en el primer director tunisià que actua a l'In d'Avinyó. La forta col·laboració al teatre, amb Natacha de Pontcharra, va durar deu anys i va continuar més enllà al cinema.
Treballant en àrab i francès, dissenya i realitza projectes internacionals, que impliquen col·laboracions artístiques entre artistes de diferents països i disciplines diferents. Durant quatre anys va dirigir el Théâtre Le Rio de Grenoble, convertint-lo en un espai dedicat exclusivament a la creació contemporània i als autors vius.
Va crear una instal·lació per a la Nuit blanche a París el 2006.
El 2009, va unir forces amb Anissa Daoud, actriu i autora, i va crear els Artistes productors associats, dins dels quals escriuen i produeixen diversos projectes de cinema i teatre.

### Vida personal
Lotfi Achour és el pare de l'actriu i directora Doria Achour, nascuda el 1991, i d'Iskander Achour, a qui va tenir amb l'autora i dramaturga nascuda a Rússia Natacha de Pontcharra.

## Cinema

### Llargmetratges
- 2016: Demain dès l’aube
- 2024: Les Enfants rouges, premi al millor director a la XXXIX edició de la Mostra de València.[13]

### Curtmetratges
- 2006: Ordure;[14]
- 2015: Père,[15] prix Télébec al Festival de Cinema Intarnacional d'Abitibi-Témiscamingue en 2015[16] i millor curtmetratge a l'Africlap Film Festival 2016;[17]
- 2016: La Laine sur le dos;[18]
- 2021: Angle mort, premiat al Festival del Curtmetratge de Clermont-Ferrand 2022.[19]

## Teatre
- 1991: Cet assassin-là vous aime[20] (text de Natacha de Pontcharra)
- 1993: Œil de cyclone (text de Natacha de Pontcharra)
- 1994: La Gazelle et l'enfant (texte d'Abdelwahab Meddeb)
- 1994: Portrait d'art, baptême et mariage (text de Natacha de Pontcharra)
- 1995: Zeyneb (texte d'Aroussia Nalouti)
- 1996: Mickey la torche (text de Natacha de Pontcharra)
- 1997: La Trempe (text de Natacha de Pontcharra)
- 1998: L'Angélie (text de Natacha de Pontcharra)
- 2000: Dancing (text de Natacha de Pontcharra)
- 2000: Les Brûlants
- 2000: Les Ratés[21]  (text de Natacha de Pontcharra)
- 2000: Essbaïhi (text de Taoufik Jebali)
- 2002: La Franchise c'est bien (text de Natacha de Pontcharra)
- 2002: Oum[22] (texte d'Adel Hakim) ;
- 2006: Ichkabad (text de Taoufik Jebali i Mohamed Raja Farhat)
- 2007: La Comédie indigène;[23]
- 2009: Hobb Story, Sex in the (Arab) City[24]
- 2012: Macbeth, Leïla and Ben: a Bloody History[25] (coproduction de la Royal Shakespeare Company)